# De Garstelanden
De Garstelanden is als naam terug te vinden als de huidige benaming van het industrieterrein van Westerhaar-Vriezenveensewijk wat ten oosten van het dorp ligt, in het noorden van de gemeente Twenterand. Al op oude kaarten van het Kadaster uit 1811-1832 staat het gebied vermeld als "oude Gatsveenen". Iets zuidelijker op kaarten wordt een gebied omschreven als “De Veen Garst landen”. Deze namen werden op kaarten gegeven aan deze niet verveende gronden.
Hoofdplaats: Vriezenveen     
Dorpen: Geerdijk · Den Ham · De Pollen · Kloosterhaar (deels) · Vroomshoop · Westerhaar-Vriezenveensewijk

Buurtschappen: Bruinehaar · De Garstelanden · Hallerhoek · Linde · Magele · Meer · Noord-Meer · Weitemanslanden · Westerhoeven

Voormalige gemeenten: Den Ham · Vriezenveen

Overijssel · Steden en dorpen in Overijssel      Nederland · Provincies · Gemeenten